# Municipio de La Libertad (kommun i Guatemala, Petén)
Municipio de La Libertad är en kommun i Guatemala.   Den ligger i departementet Petén, i den norra delen av landet, 240 km norr om huvudstaden Guatemala City.
Följande samhällen finns i Municipio de La Libertad:
- La Libertad